# Classic British Motor Racing
Classic British Motor Racing es un videojuego de carreras desarrollado por el desarrollador económico Data Design Interactive. Fue publicado por Bold Games (Destineer) en Norteamérica a principios de 2008, y en las regiones PAL de 2 a 4 meses después. El juego presenta 13 pistas y 13 autos británicos clásicos con licencia del desarrollador, y los jugadores conducen por áreas famosas de Gran Bretaña. El juego es jugable con hasta dos personas. Las críticas fueron críticamente negativas, ya que la versión de Wii tiene una puntuación del 35,50% de GameRankings, mientras que la PS2 tiene una puntuación del 35%, respectivamente. Las versiones PlayStation 2 y Windows se lanzaron el 10 de febrero de 2006.

## Jugabilidad
Este es un juego de carreras con autos británicos de los años 60. Hay 13 autos disponibles: Austin Mini Cooper, MGA MKII, MGB MKI, Austin Healey 3000, MG Midget, Triumph Spitfire, Triumph TR2, Riley RM, Triumph TR2 A, Rover P6, Triumph TR5, Triumph TR6 y un auto secreto para ser desbloqueado después de calificar con los 12 primeros autos.
El juego presenta tres modos de juego: Single Race, Time Trials y Challenge. Para jugar en los modos Single Race y Challenge, el jugador debe desbloquear los autos que compiten una vuelta en cualquier circuito en el modo Time Trials, dentro del límite de tiempo. Una vez que los autos estén desbloqueados, estarán disponibles en los otros dos modos de juego, con tres opciones de pintura diferentes.
El modo Single Race, como su nombre lo indica, le permite al jugador elegir cualquiera de los autos desbloqueados y competir contra otros 7 competidores en cualquier curso de su elección. Hay 6 circuitos disponibles: Scottish Highlands, Rooksley Forest, Greenwood County, Foxglove Lane, Westminster Run y London City Centre.
En la modalidad Desafío se encuentran disponibles tres copas: Bronce, Plata y Oro, cada una compuesta por 4 circuitos. Cada copa ganada desbloquea la siguiente.
El juego se puede jugar usando el teclado o un gamepad. Los controles consisten en botones para dirección, aceleración, frenada y frenada manual. Hay tres ángulos de cámara disponibles: desde atrás del automóvil (vista en tercera persona), desde el capó y desde el frente del automóvil (vistas en primera persona). También está disponible una cámara de "espejo de revisión".
El juego tiene tres niveles de dificultad y se puede jugar en modo de pantalla dividida para dos jugadores.

## Desarrollo
El editor/desarrollador Bold Games con sede en Minneapolis se asoció con Interactive de Data Design de Inglaterra para distribuir y publicar diez títulos casuales de Wii, con "Classic British Motor Racing" como uno de ellos. Paul Rinde, director ejecutivo de la empresa matriz de Bold Games, Destineer, dijo que estaba encantado de trabajar con Data Design Interactive como su entrada en el mercado de juegos casuales de Wii. Stewart Green, presidente de Data Design Interactive, se mostró muy complacido de trabajar con Bold Games, y se mostró feliz de tener sus "títulos como punto de partida para su entrada en este apasionante sector del mercado". Los primeros títulos de la asociación Bold Games/DDI estaban programados para estar en las tiendas a fines del año 2007.
El desarrollador autorizó 13 autos británicos clásicos y 6 pistas de las islas británicas. Como todos los juegos desarrollados por Data Design, se creó utilizando el motor 'Game Orientated Development System' (o G.O.D.S.). El motor fue desarrollado para producir el juego para múltiples sistemas.

## Recepción
Como muchos juegos de Data Design Interactive, la versión de Wii recibió críticas negativas de los críticos. La versión de Wii actualmente tiene una puntuación de 35.50%. "IGN" le dio a la versión de Wii un 2.1 sobre diez y criticó los problemas de juego, los gráficos horribles y por tener solo una canción que se reproduce en bucle. Amanda L. Kondolojy de Cheat Code Central le dio al juego un 2.5/5 y afirmó que era "mejor dejar los clásicos británicos en el pasado". La versión de PlayStation 2 también recibió críticas negativas. Actualmente tiene una puntuación del 35 % en GameRankings, en comparación con la versión de Wii.